# Julián David Molano
Julián David Molano Benavides (Paipa, Boyacá, 18 de julio de 1997) es un ciclista profesional colombiano. Actualmente corre para el equipo colombiano aficionado Soñando Colombia.
Es el hermano menor del también ciclista y esprínter Juan Sebastián Molano.

## Palmarés en pista
2017
- Campeonato de Colombia de Pista
  -  Bronce en Persecución por equipos

## Palmarés en ruta
2017
- 1 etapa de la Vuelta de la Juventud de Colombia

2018
- 1 etapa de la Vuelta de la Juventud de Colombia

2019
- Clásica de Zarzal, Colombia[2]
- 1 etapa de la Vuelta al Tolima, Colombia[3]
- 2º en el Campeonato Panamericano en Ruta Sub-23

## Equipos
- Coldeportes Zenú (2017-2019)
- Soñando Colombia (2021-)